# دنیس برینچیک
دنیس برینچیک (اوکراینی: Денис Берінчик؛ زادهٔ ۵ مهٔ ۱۹۸۸) بوکسور اهل اوکراین است.